# Giải Quả cầu vàng lần thứ 76
Giải Quả cầu vàng lần thứ 76 vinh danh những tác phẩm điện ảnh và truyền hình xuất sắc nhất của năm 2018 do Hiệp hội báo chí nước ngoài ở Hollywood (HFPA) lựa chọn. Lễ trao giải do HFPA và Dick Clark Productions sản xuất, được truyền hình trực tiếp từ Khách sạn Beverly Hilton ở Beverly Hills, California vào ngày 6 tháng 1 năm 2019 lúc 5:00 p.m. PST / 8:00 p.m. EST. Giải Quả cầu vàng lần thứ 76 phát sóng trực tiếp trên kênh NBC. Các diễn viên Sandra Oh và Andy Samberg là những người chủ trì lễ trao giải.
Ngày 6 tháng 12 năm 2018, Terry Crews, Danai Gurira, Leslie Mann và Christian Slater đã công bố các đề cử. Lễ trao giải còn đánh dấu sự ra mắt của một hạng mục trên truyền hình không dành để cạnh tranh, mang tên giải Carol Burnett; Carol Burnett đồng thời chính là chủ nhân đầu tiên của giải thưởng này.
Green Book là tác phẩm điện ảnh giành chiến thắng nhiều nhất với 3 giải, trong đó có phim ca nhạc hoặc phim hài hay nhất. Tương tự Bohemian Rhapsody: Huyền thoại ngôi sao nhạc rock và Roma mỗi phim đoạt hai giải. Ở mảng truyền hình, The Kominsky Method và The Assassination of Gianni Versace: American Crime Story được xướng tên chiến thắng nhiều nhất với hai giải mỗi phim. Nam diễn viên Jeff Bridges được vinh danh bằng giải Cecil B. Demille cho thành tựu trọn đời.

## Danh sách cụ thể

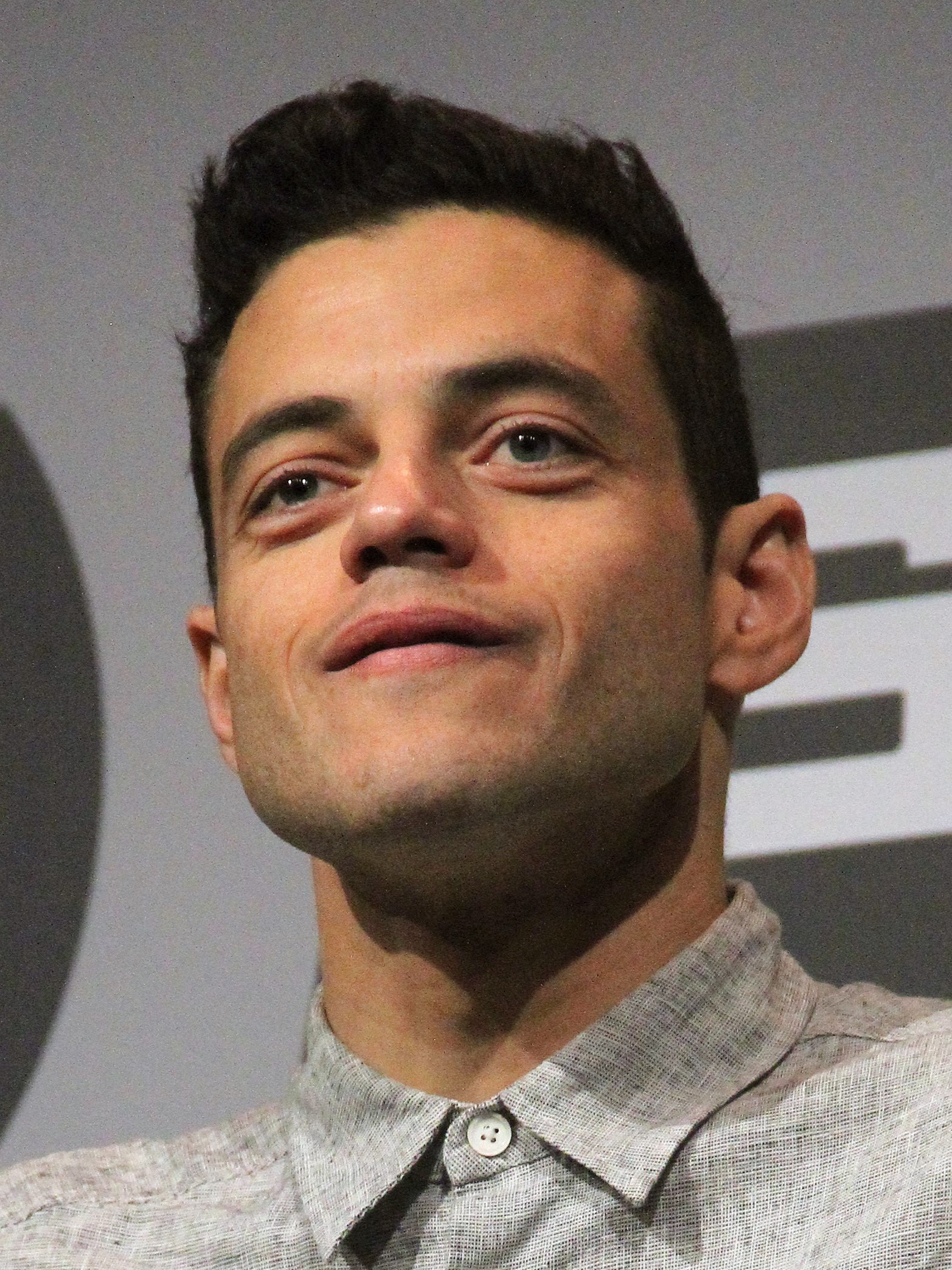
Rami Malek, Nam diễn viên chính xuất sắc nhất trong phim điện ảnh chính kịch

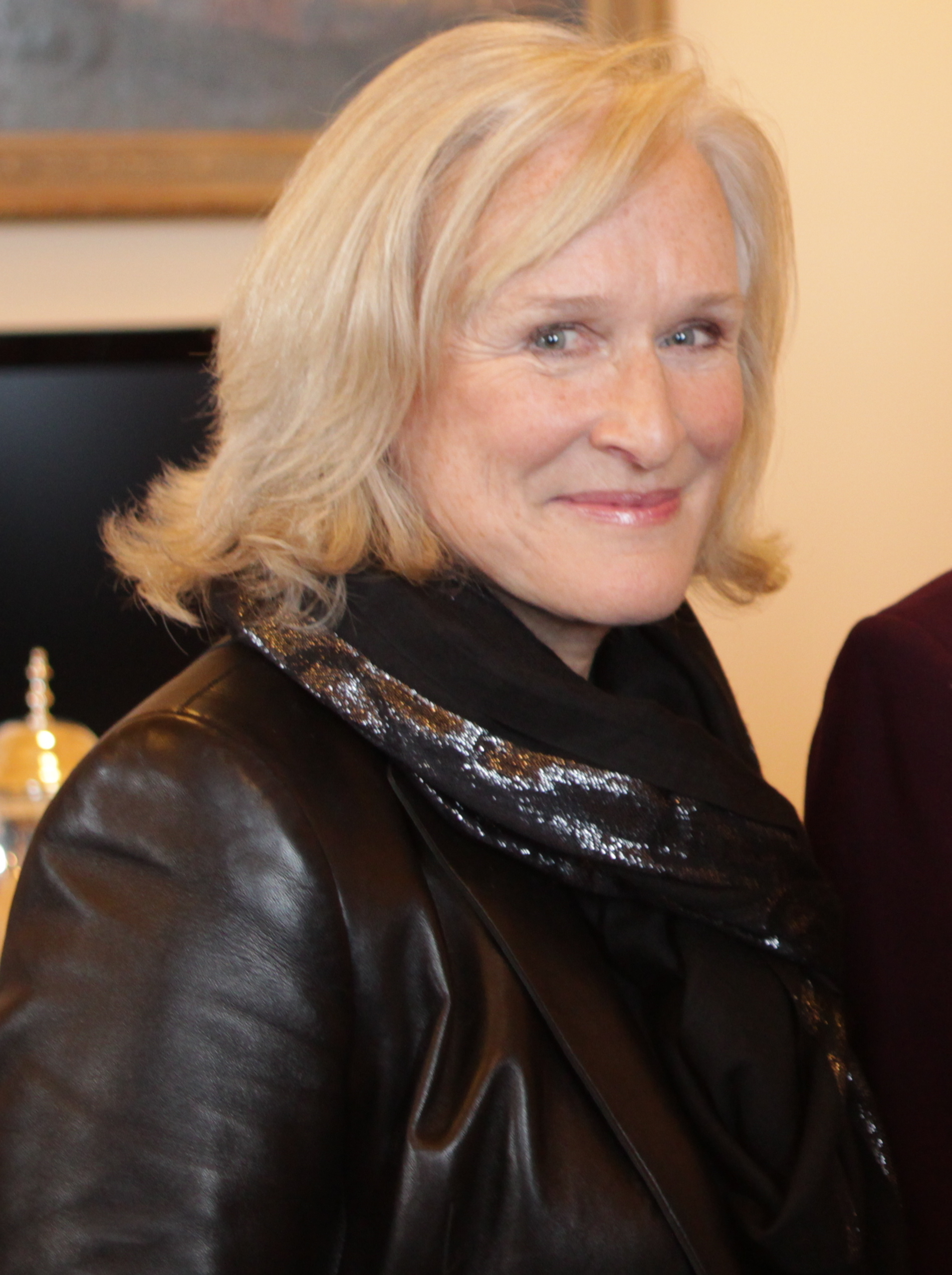
Glenn Close, Nữ diễn viên chính xuất sắc nhất trong phim điện ảnh chính kịch

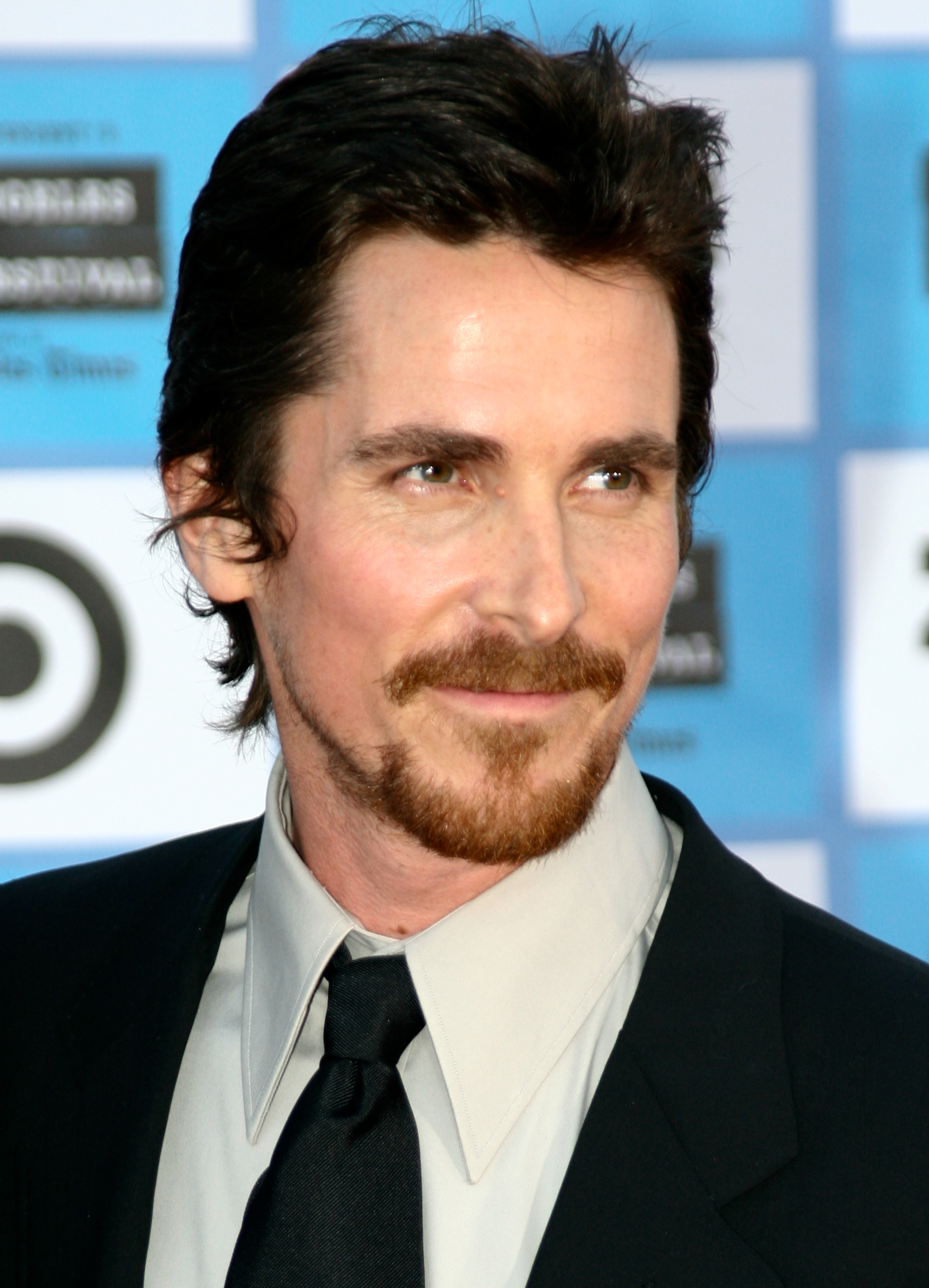
Christian Bale, Nam diễn viên chính xuất sắc nhất trong phim ca nhạc hoặc hài

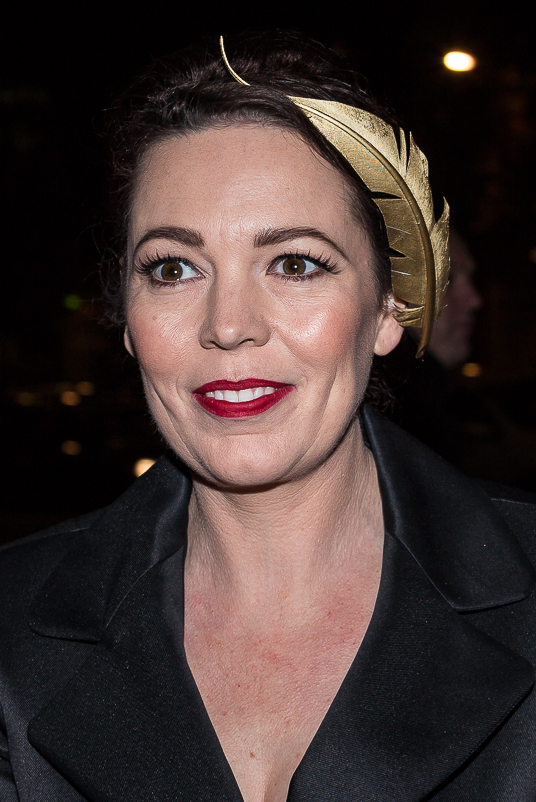
Olivia Colman, Nữ diễn viên chính xuất sắc nhất trong phim ca nhạc hoặc hài

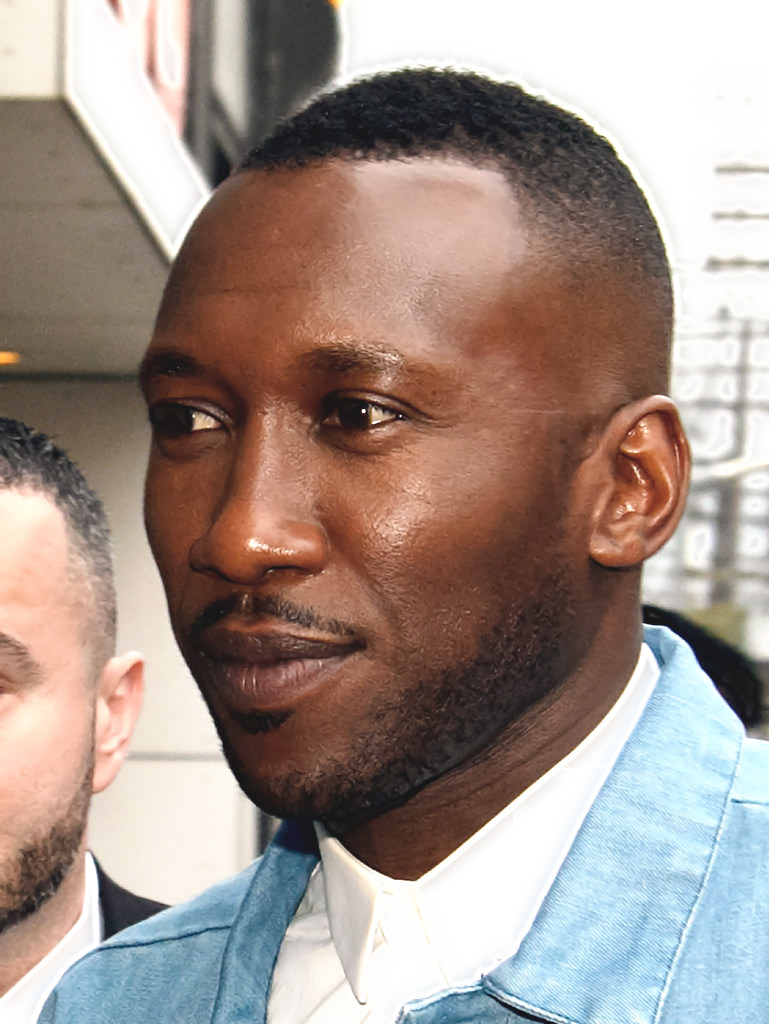
Mahershala Ali, Nam diễn viên điện ảnh phụ xuất sắc nhất

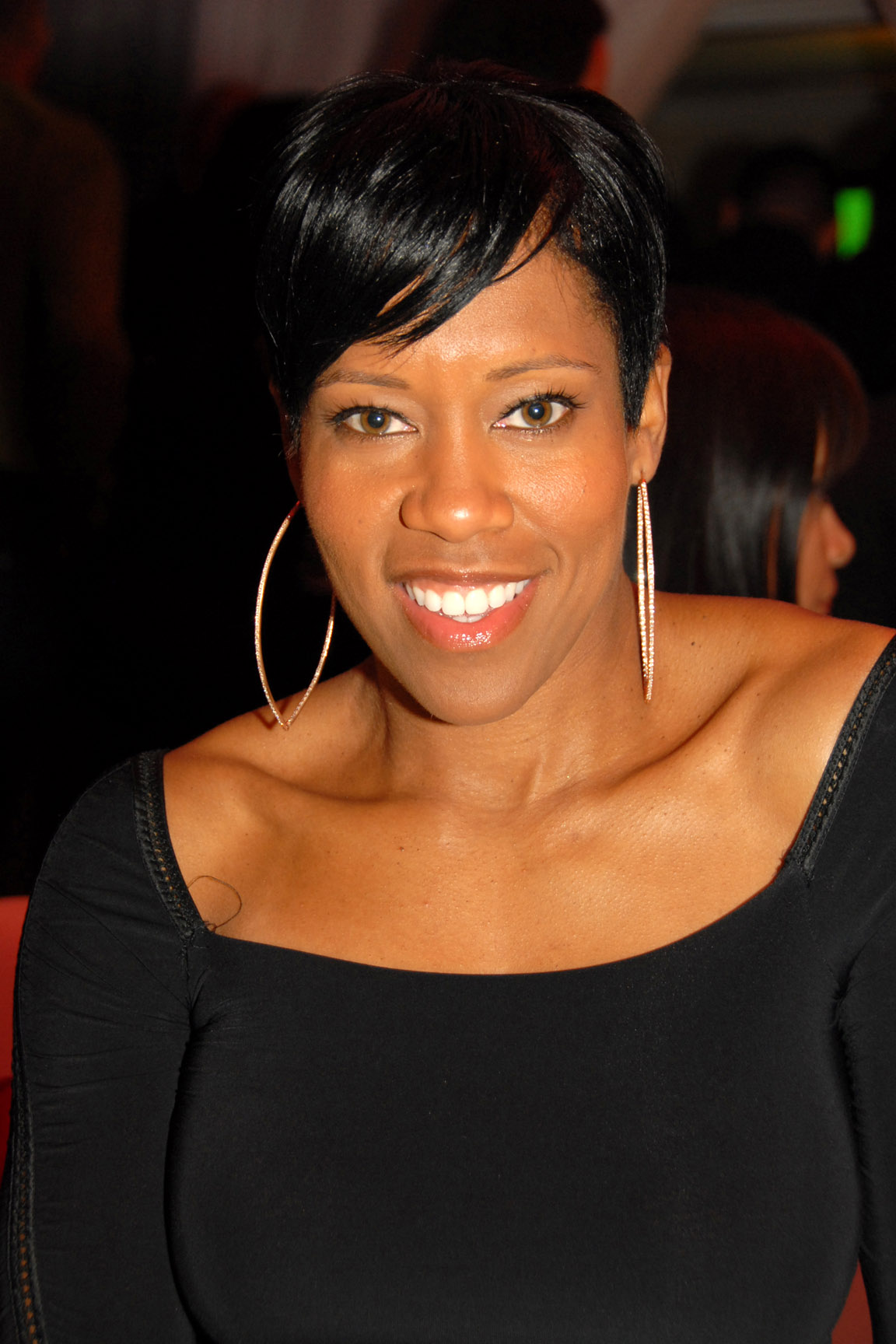
Regina King, Nữ diễn viên điện ảnh phụ xuất sắc nhất

### Điện ảnh
| Phim điện ảnh hay nhất | Phim điện ảnh hay nhất |
| Chính kịch | Phim ca nhạc hoặc hài |
| --- | --- |
| - Bohemian Rhapsody: Huyền thoại ngôi sao nhạc rock - Black Panther: Chiến binh Báo Đen - BlacKkKlansman - If Beale Street Could Talk - Vì sao vụt sáng | - Green Book - Con nhà siêu giàu châu Á - The Favourite - Mary Poppins trở lại - Vice |
| Diễn xuất trong phim chính kịch | |
| Nam diễn viên chính | Nữ diễn viên chính |
| - Rami Malek – Bohemian Rhapsody: Huyền thoại ngôi sao nhạc rock vai Freddie Mercury - Bradley Cooper – Vì sao vụt sáng vai Jackson Maine - Willem Dafoe – At Eternity's Gate vai Vincent van Gogh - Lucas Hedges – Boy Erased vai Jared Eamons - John David Washington – BlacKkKlansman vai Ron Stallworth | - Glenn Close – The Wife vai Joan Castleman - Lady Gaga – Vì sao vụt sáng vai Ally Maine - Nicole Kidman – Destroyer vai Erin Bell - Melissa McCarthy – Can You Ever Forgive Me? vai Lee Israel - Rosamund Pike – A Private War vai Marie Colvin |
| Diễn xuất trong phim hài hoặc nhạc kịch | |
| Nam diễn viên chính | Nữ diễn viên chính |
| - Christian Bale – Vice vai Dick Cheney - Lin-Manuel Miranda – Mary Poppins trở lại vai Jack - Viggo Mortensen – Green Book vai Frank "Tony Lip" Vallelonga - Robert Redford – The Old Man & the Gun vai Forrest Tucker - John C. Reilly – Stan & Ollie vai Oliver Hardy                                    | - Olivia Colman – The Favourite vai Nữ vương Anne - Emily Blunt – Mary Poppins trở lại vai Mary Poppins - Elsie Fisher – Eighth Grade vai Kayla Day - Charlize Theron – Tully vai Marlo Moreau - Constance Wu – Con nhà siêu giàu châu Á vai Rachel Chu |
| Diễn xuất phụ trong phim điện ảnh | |
| Nam diễn viên phụ | Nữ diễn viên phụ |
| - Mahershala Ali – Green Book vai Don Shirley - Timothée Chalamet – Beautiful Boy vai Nic Sheff - Adam Driver – BlacKkKlansman vai Flip Zimmerman - Richard E. Grant – Can You Ever Forgive Me? vai Jack Hock - Sam Rockwell – Vice vai George W. Bush                                                      | - Regina King – If Beale Street Could Talk vai Sharon Rivers - Amy Adams – Vice vai Lynne Cheney - Claire Foy – Bước chân đầu tiên vai Janet Shearon Armstrong - Emma Stone – The Favourite vai Abigail Hill - Rachel Weisz – The Favourite vai Sarah Churchill |
| Khác | |
| Đạo diễn xuất sắc nhất | Kịch bản hay nhất |
| - Alfonso Cuarón – Roma - Bradley Cooper – Vì sao vụt sáng - Peter Farrelly – Green Book - Spike Lee – BlacKkKlansman - Adam McKay – Vice | - Brian Hayes Currie, Peter Farrelly và Nick Vallelonga – Green Book - Alfonso Cuarón – Roma - Deborah Davis và Tony McNamara – The Favourite - Barry Jenkins – If Beale Street Could Talk - Adam McKay – Vice |
| Nhạc phim hay nhất | Ca khúc trong phim hay nhất |
| - Justin Hurwitz – Bước chân đầu tiên - Marco Beltrami – Vùng đất câm lặng - Alexandre Desplat – Đảo của những chú chó - Ludwig Göransson – Black Panther: Chiến binh Báo Đen - Marc Shaiman – Mary Poppins trở lại                                                                                         | - "Shallow" (Lady Gaga, Mark Ronson, Anthony Rossomando, Andrew Wyatt) – Vì sao vụt sáng - "All the Stars" (Kendrick Lamar, SZA, Sounwave, Al Shux) – Black Panther: Chiến binh Báo Đen - "Girl in the Movies" (Dolly Parton, Linda Perry) – Dumplin' - "Requiem for a Private War" (Annie Lennox) – A Private War - "Revelation" (Jónsi, Troye Sivan, Leland) – Boy Erased |
| Phim hoạt hình hay nhất | Phim ngoại ngữ hay nhất |
| - Người Nhện: Vũ trụ mới - Gia đình siêu nhân 2 - Đảo của những chú chó - Mirai: Em gái đến từ tương lai - Wreck-It Ralph 2: Phá đảo thế giới ảo | - Roma (Mexico) - Capernaum (Liban) - Girl (Bỉ) - Never Look Away (Đức) - Kẻ trộm siêu thị (Nhật Bản) |